# 棘体网纹蚤
棘体网纹蚤（学名：Ceriodaphnia setosa）为蚤科网纹蚤属的动物。分布于亚洲、欧洲以及中国大陆的江苏、河北、青海、新疆等地，属于广温性物种。其主要栖息于浅水湖泊、水库、池塘的草丛内。